# Gran Premi d'Itàlia del 1956
Resultats del Gran Premi d'Itàlia de Fórmula 1 de la temporada 1956 disputat al circuit de Monza el 2 de setembre del 1956.

## Resultats
| Pos | No | Pilot                                    | Equip            | Voltes | Temps/ Retirada              | Pos. de sortida | Punts |
| --- | -- | ---------------------------------------- | ---------------- | ------ | ---------------------------- | --------------- | ----- |
| 1   | 36 | Stirling Moss                            | Maserati         | 50     | 2h 23' 41. 3                 | 6               | 9     |
| 2   | 26 | Peter Collins · Juan Manuel Fangio       | Ferrari          | 50     | + 5.7 segons                 | 7               | 3     |
| 3   | 4  | Ron Flockhart                            | Connaught - Alta | 49     | + 1 Volta                    | 26              | 4     |
| 4   | 38 | Paco Godia                               | Maserati         | 49     | + 1 Volta                    | 18              | 3     |
| 5   | 6  | Jack Fairman                             | Connaught - Alta | 47     | + 3 Voltes                   | 16              | 2     |
| 6   | 40 | Luigi Piotti                             | Maserati         | 47     | + 3 Voltes                   | 15              |       |
| 7   | 14 | Toulo de Graffenried                     | Maserati         | 46     | + 4 Voltes                   | 19              |       |
| 8   | 22 | Juan Manuel Fangio · Eugenio Castellotti | Ferrari          | 46     | + 4 Voltes                   | 1               |       |
| 9   | 12 | André Simon                              | Gordini          | 45     | + 5 Voltes                   | 25              |       |
| 10  | 42 | Gerino Gerini                            | Maserati         | 42     | + 8 Voltes                   | 17              |       |
| 11  | 44 | Roy Salvadori                            | Maserati         | 41     | + 9 Voltes                   | 14              |       |
| Ret | 28 | Luigi Musso                              | Ferrari          | 47     | Direcció                     | 3               |       |
| Ret | 46 | Umberto Maglioli · Jean Behra            | Maserati         | 42     | Direcció                     | 13              |       |
| Ret | 18 | Harry Schell                             | Vanwall          | 32     | Transmissió                  | 10              |       |
| Ret | 32 | Jean Behra                               | Maserati         | 23     | Magneto                      | 5               |       |
| Ret | 48 | Bruce Halford                            | Maserati         | 16     | Motor                        | 22              |       |
| Ret | 20 | Maurice Trintignant                      | Vanwall          | 13     | Transmissió                  | 11              |       |
| Ret | 16 | Piero Taruffi                            | Vanwall          | 12     | Pèrdua d'oli                 | 4               |       |
| Ret | 24 | Eugenio Castellotti                      | Ferrari          | 9      | Rodes                        | 2               |       |
| Ret | 34 | Luigi Villoresi · Jo Bonnier             | Maserati         | 7      | Motor                        | 8               |       |
| Ret | 10 | Robert Manzon                            | Gordini          | 7      | Xassís                       | 23              |       |
| Ret | 30 | Alfonso de Portago                       | Ferrari          | 6      | Rodes                        | 9               |       |
| Ret | 2  | Les Leston                               | Connaught - Alta | 6      | Suspensions                  | 20              |       |
| Ret | 8  | Hernando da Silva Ramos                  | Gordini          | 3      | Motor                        | 21              |       |
| NVS | 50 | Wolfgang von Trips                       | Ferrari          |        | Accident en els entrenaments |                 |       |

## Altres
- Pole: Juan Manuel Fangio 2' 42. 6

- Volta ràpida: Stirling Moss 2' 45. 5 (a la volta 47)

- Cotxes compartits:
  - Cotxe Nº26: Peter Collins (35 Voltes) i Juan Manuel Fangio (15 Voltes). Es van repartir els 6 punts de la segona plaça.
  - Cotxe Nº22: Juan Manuel Fangio (30 Voltes) i Eugenio Castellotti (16 Voltes).
  - Cotxe Nº46: Umberto Maglioli (31 Voltes) i Jean Behra (11 Voltes).
  - Cotxe Nº34: Luigi Villoresi (4 Voltes) i Jo Bonnier (3 Voltes).